# Мятеж принца Хосикавы
Мятеж принца Хосикавы — попытка принца Хосикавы захватить императорский престол в Ямато после смерти его отца императора Юряку в 479 году.

## Мятеж
Согласно «Нихон сёки», император Юряку перед своей смертью в 479 году завещал престол сыну Сирака-но в обход его старшего брата Хосикавы. Последний, по словам Юряку, «лелеял в душе супротивные, дурные помыслы», и император попросил своих приближённых не допустить насилия. Сразу после смерти отца Хосикава по совету матери занял управу казны и заперся там. Приближённые наследного принца окружили управу войсками и подожгли её. В огне погибли принц, его мать и старший единоутробный брат. Сирака-но после этих событий стал императором.
Ещё один единоутробный брат Хосикавы, наместник в «верхних землях», узнав, что принц решил захватить власть, двинулся ему на помощь во главе флота в 40 кораблей. Получив известие о гибели Хосикавы, он повернул назад.
В историографии существует предположение, что рассказ о гибели Хосикавы в огне метафоричен: автор «Нихон сёки» мог показать таким образом несостоятельность претензий принца на императорскую власть. В этом случае обстоятельства, при которых погиб мятежник, остаются неизвестными. В целом мотив испытания огнём претендента на престол не раз встречается в источниках по ранней истории Японии.